# Dragoni Gáspár
Dragoni Gáspár (16. század – 17. század) evangélikus lelkész.

## Élete
1576-ban tűnik föl először, midőn a soproniak, Beythe István dunántúli református püspök ajánlására meghívták őt magyar és horvát evangélikus prédikátornak; azon év október 24. Hegyfaluban (Sopron megye) kelt házasságra Deven Katalinnal. 1582 tavaszán, mivel az új naptár ellen prédikált, kénytelen volt Sopront elhagyni, sőt Draskovich György királyi helytartónak Kesző várában fogságot is szenvedett. 1584-ben már Szombathelyről irt Sopron városához háza ügyében. 1586-ban körmendi hitszónok volt, hol 1587-től fogva a főiskolában teológiát tanított; innét Rohoncra ment papnak és 1591-ben részt vett a csepregi colloquiumban. Valószinűleg 1612-ben halt meg, mert ez évben ott már Pathai István említtetik utódjául.

## Munkái
Speculum Theologicum seu Concionatorium ex S. Pauli epistolis aliorumque conditis libris concinnatum, opera et expensis Casparis Dragoni, praeconis et servi dei olim in ecclesia telepontana (Véghid), quae est verbo virae collecta, nunc vero rohoncziana mysteriorum domini Jesu indignus dispensator. In usum studiosorum theologiae et noviciorum concionatorium emissum anno 1591. Monyorókerék.